# Tínez
Tínez   (Caravaca de la Cruz, 1893 - Barcelona, 17 d'abril de 1957) és el pseudònim de l'autor de còmic Juan Martínez Buendía. També va utilitzar els pseudónims Juanito i Día.
Es va traslladar a Barcelona quan era nen. Va estudiar a l'Escola d'Arts i Oficis. Va col·laborar amb TBO des dels seus inicis, publicació de la que va ser un dels principals exponents fins a la seva mort, deixant una obra molt prolífica. A TBO va fer una feina encomiable, malgrat ser menys apreciada que la d'altres col·laboradors com Benejam, Urda o Opisso, però sempre fidel al seu editor. Dibuixava infinitat d'històries, moltes guionades per Joaquim Buïgas, alhora que complementava pàgines, dibuixava acudits o rotulava. Com era habitual a TBO, en especial a les primeres èpoques, es tractava d'historietes sense personatge fix, tot i que va produir diverses entregues de la popular sèrie Els grans invents del TBO. L'any 1940 va realitzar per l'Editorial Grafidea una de les seves poques sèries amb traç realista, Jim Pat, ambientada al Far West.
Tínez posseïa un estil que va definir la revista on es va consagrar, TBO: certament tosc però molt efectiu pel fi que perseguia, que no era res més que entretenir i divertit per damunt de tot. El seu estil gairebé no va evolucionar i va restar una mica arcaïtzant amb el pas del temps, pero era tan definitori de l'autor que no va perdre atractiu per als lectors. Va crear uns personatges una mica irreals i entranyables al mateix temps, gairebé sempre solitaris, que vivien aventures estrambòtiques i quotidianes: històries del TBO.
Va col·laborar en les publicacions Colorín, Cubilete, Chiquitín, Jim Pat, Mundo Infantil, El Patinete, Periquito, Pierrot, Pulgarcito (2ª época), La Risa infantil, Sancho Panza, TBO i Titín i en les sèries Jim Pat (amb guió de Canellas, d'Editorial Grafidea, 1940), De todo un poco (diversos autors, TBO, 1942) i Els grans invents del TBO (diversos autors, TBO, 1942).